# The Darkness
För andra betydelser, se Darkness.
The Darkness är en brittisk rockgrupp, bildat i Lowestoft, England år 2000 av sångaren och gitarristen Justin Hawkins tillsammans med sin bror, gitarristen Dan Hawkins, samt basisten Frankie Poullain och trummisen Ed Graham. Gruppen har rönt mycket uppmärksamhet för användandet av falsettsång och snäva spandexkläder. Deras stora inspirationskälla ligger i 1970- och 80-talets rockmusik.
The Darkness fick sitt kommersiella genombrott med debutalbumet Permission to Land och framförallt singlarna "I Believe in a Thing Called Love" och "Christmas Time (Don't Let the Bells End)" som gavs ut under 2003. Poullain lämnade gruppen 2005, strax innan utgivningen av One Way Ticket to Hell ...and Back, och ersattes av Richie Edwards innan den upplöstes året därpå. Därefter bildade Graham, Edwards och Dan Hawkins gruppen Stone Gods medan Justin senare bildade Hot Leg. I början av 2011 återförenades The Darkness, med Poullain åter som basist. Bandets tredje studioalbum, Hot Cakes, gavs ut 2012 och för att promota albumet agerade man förband till Lady Gaga på en världsturné. Graham lämnade bandet under hösten 2014 och ersattes av Emily Dolan Davies som medverkar på bandets fjärde studioalbum, Last of Our Kind, som gavs ut 2015. Dolan Davies lämnade dock gruppen i april 2015 och ersattes samma månad av Rufus Tiger Taylor. Med Taylor i bandet har gruppen givit ut studioalbumen Pinewood Smile (2017), Easter Is Cancelled (2019), Motorheart (2021).
Bandet hade sin storhetstid 2003 och 2004, i samband med utgivningen av Permission to Land. I Storbritannien har albumet platinacertifierats fyra gånger, och sålt i över 1,2 miljoner exemplar. 2003 vann The Darkness en MTV EMA för "Best UK Act". Gruppen var nominerade till fyra Brit Awards året därpå och vann i tre kategorier – två av dem var för "Best British Album" och "Best British Band". Bandet tilldelades samma år också en Ivor Novello för "Songwriters of the Year".

## Historia

### 1997–2002: Början på bandet
Grunden till The Darkness bildades redan 1997 då gitarristen Dan Hawkins bildade gruppen Empire tillsammans med brodern Justin Hawkins på synth och gitarr samt Frankie Poullain på bas, Ed Graham på trummor och en sångare vid namn Paul. Bandet hade flera spelningar i London och upptäcktes så småningom av John Best, som tidigare hade varit manager för The Verve. Best blev manager för gruppen, men när succén uteblev sparkades sångaren och Justin gick över till att bara spela gitarr. Bests assistent, Sue Whitehouse, tog efter drygt två år över som manager för gruppen, men i slutet av 1999 lämnade Poullain gruppen och flyttade till Venezuela.
Vid nyårsafton vid millennieskiftet firade bröderna Hawkins det nya året på en pub i Gillingham, Norfolk. När Queens låt "Bohemian Rhapsody" spelades började Justin dansa och mima som besatt. När brodern Dan såg detta ansåg han att Justin hade stor potential att vara förgrundsfigur i ett rockband. Med ett nytt namn, The Darkness, kom Poullain tillbaka från Venezuela för att bli gruppens basist, och Graham kallades in som trummis. Gruppen flyttade kort därefter till London och började repetera in nytt material. Whitehouse blev gruppens manager även denna gång.
The Darkness gjorde dock sin första hela konsert den 12 augusti samma år, gitarristen Chris McDougal hade då nyligen rekryterats till bandet, men sparkades dock några månader senare då gruppen ansåg att han inte höll måttet. Under en konsert i Camden 14 juli 2001 satt Justin på Pedro Ferreiras axlar och gjorde ett solo medan denne gick ett varv runt publiken, något Justin gör än idag. I slutet av november 2001 hade Whitehouse arrangerat en konsert åt gruppen i Notting Hill tillsammans med Ian Johnsen, som var delägare i skivbolaget Must Destroy Records. I januari 2002 utnämndes låten "Love Is Only a Feeling" av Tipsheet som "veckans demo". 15 mars samma år spelade bandet för första gången i USA. Kort därefter uppdagades det att Justin och Whitehouse haft ett hemligt förhållande i över två år. Detta gjorde att de resterande medlemmarna i bandet ville sparka henne, men när Justin hotade med att lämna gruppen fick de båda vara kvar.
I mitten av 2002 diskuterade Whitehouse med Ian Johnsen om möjligheterna att ge ut en singel. Inga kontrakt skrevs på, men The Darkness bokades till en studio nordväst om London och spelade in tre låtar; "I Believe in a Thing Called Love", "Love on the Rocks with No Ice" och "Love Is Only a Feeling". Pedro Ferreira producerade och 12 augusti 2002 gavs EPn I Believe in a Thing Called Love ut på Must Destroy Records. den första upplagan trycktes i 2 000 exemplar, fler exemplar pressades dock senare då den första upplagan sålt slut relativt fort. Den 15 september vann gruppen en rockbandstävling som bästa osignerade band. 25 september var The Darkness huvudakt under en konsert på The Water Rats i London, konserten fick toppbetyg i en recension i tidningen Kerrang!, detta medförde att gruppen blev inbjudna att agera förband åt The Wildhearts under en mindre turné i Storbritannien. Under oktober 2002 arbetade gruppen med material till sitt kommande debutalbum.

### 2003–2004:Permission to Landoch genombrott
19 januari 2003 spelade bandet in sin första musikvideo på Mean Fiddler i London. Drygt en månad senare turnerade gruppen som förband åt Def Leppard i Storbritannien. 24 februari gavs bandets första singel ut, "Get Your Hands Off My Woman", som nådde en 43:e plats på den brittiska singellistan. I början av mars flög gruppen över till USA innan bandets första turné i Storbritannien som huvudakt inleddes. Den avslutande konserten, som hölls på Astoria Theatre var utsåld, vilket Justin vid tidpunkten beskrev som sin "karriärs höjdpunkt". Vid den här tidpunkten började flera skivbolag få upp ögonen för The Darkness. Bland de intresserade fanns Sony och East West och 12 maj skrev gruppen på ett kontrakt med East West. The Darkness gjorde sin festivaldebut 1 maj i Donington på Download Festival. I början av juni vann bandet tidningen Metal Hammers "Golden God"-pris för bästa singel med "Get Your Hands Off My Woman" och 16 juni gavs gruppens nästa singel ut, "Growing on Me", som nådde plats elva i Storbritannien. Gruppen gjorde flera konserter på brittiska festivaler under sommaren 2003 och var även förband åt bland annat Deep Purple, Lynyrd Skynyrd och Whitesnake.

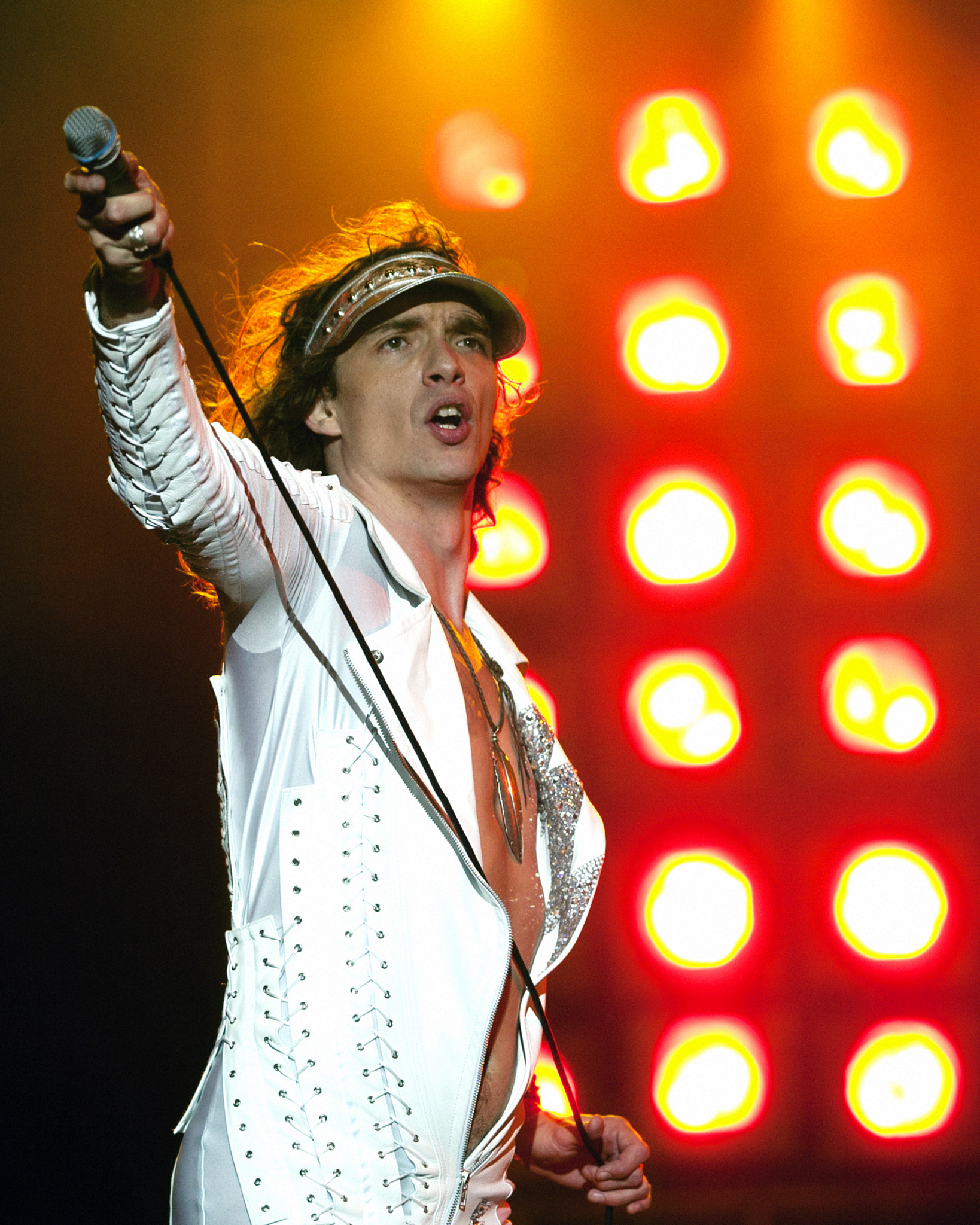
Justin Hawkins live på Oxegen Festival, juli 2004.

7 juli gavs The Darkness debutalbum, Permission to Land ut genom Must Destroy och Atlantic Records. Under utgivningsdagen spelade gruppen bland annat inne i en affär inför en publik på 1 500 personer. Efter den första försäljningsveckan låg albumet tvåa på den brittiska albumlistan efter Beyonces debutalbum Dangerously in Love, och inom två veckor hade albumet sålt över 100 000 exemplar. Kort därefter var gruppen förband till Robbie Williams under tre konserter på Knebworth inför uppskattningsvis 325 000 människor. Därefter gjorde gruppen några konserter i Tyskland och spelade under en konsert tillsammans med The Rolling Stones, innan de återvände till England för att spela in en musikvideo till nästa singel.
21 augusti öppnade gruppen Kerrang! Awards, där de var nominerade i tre kategorier. Bandet vann i kategorierna Bästa Album och Bästa Liveband. Dagen därpå gavs gruppens tredje singel ut, "I Believe in a Thing Called Love". Låten gick in på plats nummer två i Storbritannien, bakom Black Eyed Peas "Where Is the Love?". Veckan därpå nådde Permission to Land förstaplatsen på den brittiska albumlistan. Man hade vid den här tiden också spelat in en jullåt tillsammans med producenten Bob Ezrin, som man planerade att ge ut i december. Videon spelades in i slutet av september och under oktober påbörjade gruppen turnén The Attack of the Giant Leeches i Irland och Storbritannien. Alla konserter var utsålda, men några minuter innan bandets konsert i Liverpool 18 oktober tappade Justin rösten och för första gången i bandets historia blev de tvingade att ställa in en konsert. De två nästföljande konserterna ställdes också in och turnén avslutades 22 oktober i London.
I slutet av oktober och i början av november var gruppen förband åt Meat Loaf under sex konserter i Tyskland och 6 november gjorde The Darkness ett framträdande på MTV Europe Music Awards där de även fick ta emot pris för "bästa brittiska och irländska akt". I slutet av november gav gruppen några konserter i USA och spelade för första gången i Japan. Mellan den 3 och den 10 december gav gruppen sju utsålda konserter i Storbritannien under Elf Hazard-turnén. 15 december gavs bandets fjärde singel ut, "Christmas Time (Don't Let the Bells End)". Låten blev gruppens andra singel i rad att nå plats två på den brittiska singellistan. Gruppen avslutade sedan året med konserter i Spanien och Frankrike.
2004 inledde The Darkness med att spela på Big Day Out festivalerna i Australien. Medan de var där gav de även två utsålda konserter som huvudakt. Under vistelsen i Australien spelade bandet också in musikvideon till nästa singel, "Love Is Only a Feeling", i naturmiljö och på stora bergsklippor. 10 februari påbörjades bandets första Europaturné, Permission to Land tour, i Amsterdam, Nederländerna. En vecka senare hölls BRIT Awards där gruppen var nominerade i kategorierna "Best British Group", "Best British Live Act" och "Best British Album" och vann i samtliga kategorier. 22 mars gavs "Love Is Only a Feeling" ut som singel och nådde plats fem i Storbritannien. Under april gjorde gruppen sin första stora turné i Nordamerika. Samtliga 16 konserter var utsålda.
27 maj fick gruppen emotta en Ivor Novello för "Songwriters of the Year". Kort därefter åkte gruppen över till Nordamerika igen för ännu en turné. 27 juni avslutades turnén i Atlantic City. Under juli och augusti gjorde bandet en festivalturné runtom Europa och spelade bland annat på Storsjöyran i Östersund. 8 november gav gruppen ut en singel som endast var nedladdningsbar från bandets officiella webbplats. Låten var en nyinspelning av "Get Your Hands Off My Woman" och producerades av Roy Thomas Baker, mest känd för att ha producerat album med Queen. I slutet av året medverkade bröderna Hawkins på Band Aid 20s singel "Do They Know It's Christmas?". Året avslutades sedan med en turné i Storbritannien, Winternational Tour, där tre låtar till gruppens nästkommande album spelades live för första gången. Turnén avslutades med tre utsålda konserter på Wembley Arena i London.

### 2005–2009:One Way Ticket to Hell ...and Backoch uppbrott

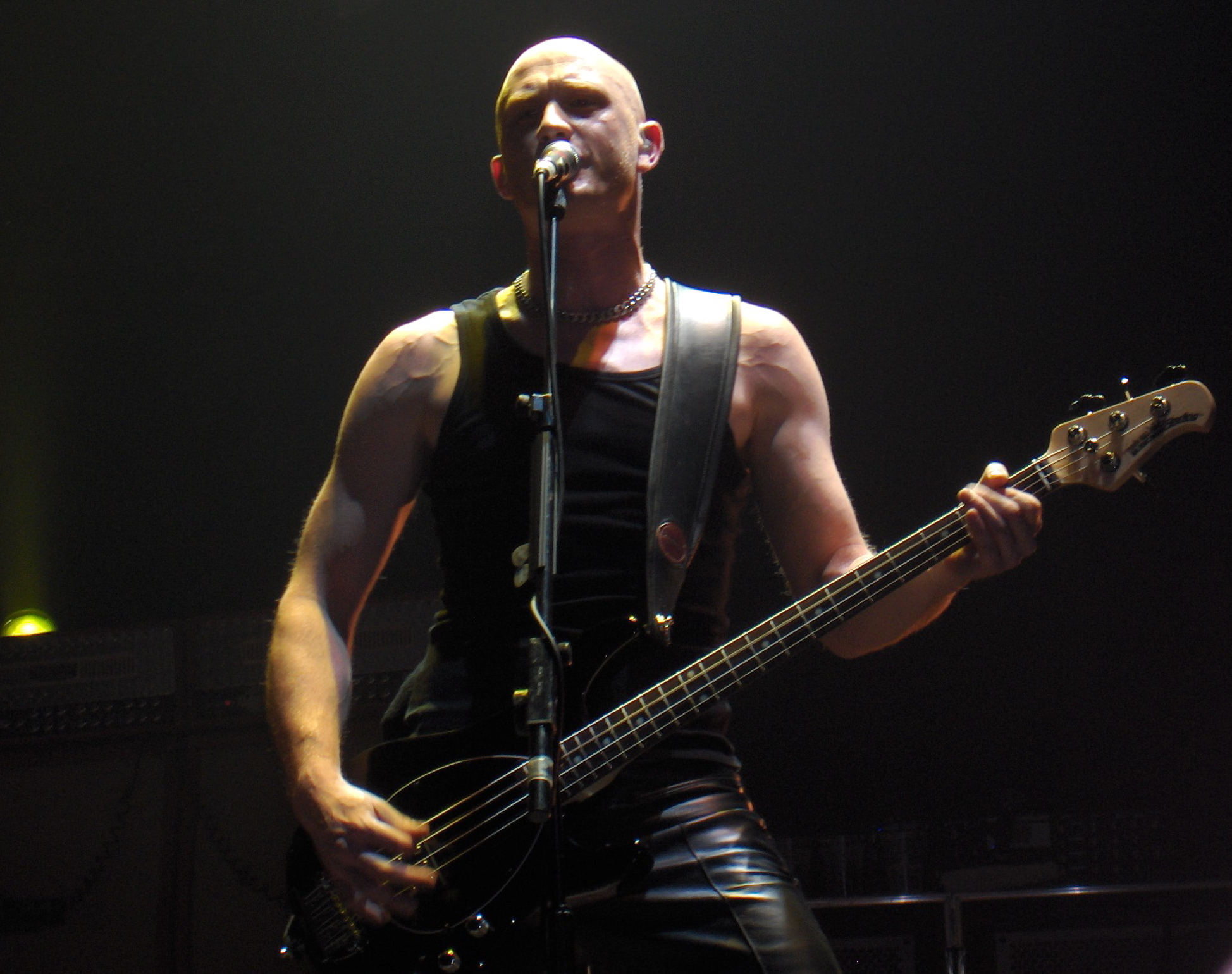
Richie Edwards ersatte Frankie Poullain i juni 2005.

I början av 2005 påbörjade bandet inspelningarna av uppföljaren till Permission to Land. Även denna gång arbetade gruppen med Roy Thomas Baker som producent. Gruppen gav en konsert i Dubai 25 mars, vilket kom att bli bandets enda konsert under hela året. När drygt halva albumet spelats in meddelades det på bandets officiella webbplats 23 maj att Poullain lämnat bandet. Den officiella orsaken till avhoppet var "musikaliska meningsskiljaktigheter", men Poullain hävdade dock att han blivit "utfryst" och därmed blivit tvingad att lämna gruppen. Poullain har dock senare i sin bok, Dancing in the Darkness, sagt att han anlitat en egen revisor för att granska bandets ekonomi. När revisorn inte kunde redovisa något suspekt blev Poullain sparkad. Kort därefter började rykten florera om att Dans gitarrtekniker, Richie Edwards, blivit Poullains ersättare. 13 juni tillkännagavs det på bandets officiella webbplats att dessa rykten var sanna och att Edwards rekryterats som basist.
9 september meddelades det på gruppens officiella webbplats att albumets första singel, "One Way Ticket", ges ut 14 november och att albumet ges ut 28 november. Sex dagar senare tillkännagavs namnet på albumet, One Way Ticket to Hell ...and Back. I oktober dök albumet upp på auktions-siten Ebay. Justin Hawkins köpte då albumet för 350 pund för att kunna spåra säljaren via en digital kod på CD:n. I mitten av oktober åkte gruppen över till Island för att spela in en musikvideo till "One Way Ticket". Låten gavs ut 14 november och nådde som bäst plats åtta på den brittiska singellistan. Två veckor senare gavs One Way Ticket to Hell ...and Back ut som nådde plats elva i Storbritannien och som så småningom sålde platina. 26 januari 2006 gav gruppen sin första konsert i England på över ett år och 4 februari påbörjade bandet en turné i Storbritannien och Irland. 20 februari gavs gruppens sjunde singel ut, "Is It Just Me?", som liksom föregående singel nådde plats åtta i Storbritannien.
"Vi beklagar att ni fått reda på detta genom tidningarna, men vi hoppades fram till den sista minuten att detta – Justins avhopp – inte skulle ske. Vi – Dan, Ed, och Richie – är fortfarande i chock och kan just nu inte säga hur framtiden kommer att utspela sig. Vi vill tacka alla våra fans, partners och familjer för deras fortsatta stöd. Ni kommer att höra från oss, så snart vi vet vad vill göra..."
Den 1 mars kom turnén till övriga Europa och första konserten hölls i Oslo, Norge och följdes bland annat av tre konserter i Sverige. Turnén avslutades sedan 23 mars i Amsterdam. I april gav The Darkness sju konserter i Australien och tre i Japan, samtliga blev utsålda. I april var gruppen också nominerade för "Bästa Rockvideo" och "Årets Video" på MTV Australia Awards. Gruppen vann "Bästa Rockvideo" med videon till låten "One Way Ticket". Sista singeln, "Girlfriend" släpptes 22 maj 2006 och tog sig upp till en 39:e plats i Storbritannien, gruppens sämsta notering sedan man gav ut "Get Your Hands Off My Woman", år 2003. 27 maj spelade gruppen på Rock in Rio i Lissabon tillsammans med bland andra Guns N' Roses.
I augusti 2006 skrev Justin in sig själv på vårdhemmet The Priory i London för heroinmissbruk, detta efter att bandet fått ställa in en konsert i Skanderborg på grund av Justin Hawkins missbruk. Vid den här tiden bekräftade bandet att de skulle påbörja arbetet till gruppens tredje album, som också planerades att ges ut i början av 2007. 10 oktober meddelade dock Justin Hawkins, genom den brittiska tidningen The Sun, att han lämnat gruppen efter att ha genomgått rehabilitering för sitt missbruk.
I slutet av året rapporterades det från flera nyhetsbyråer att basisten Edwards skulle bli ny frontman i The Darkness och att Toby MacFarlaine rekryterats som basist. 21 november 2007 meddelades det dock på den officiella webbplatsen att The Darkness nu var upplöst. Samtidigt som det tillkännagivits att The Darkness brutit upp meddelades också att ett nytt band, Stone Gods, bildats med Richie Edwards på sång och gitarr, Dan Hawkins på gitarr, Toby MacFarlaine på bas och Ed Graham på trummor. Gruppen gav ut ett studioalbum, Silver Spoons & Broken Bones, som dock inte lyckades nå lika stora framgångar som The Darkness två album. Graham lämnade senare Stone Gods på grund av en blodsjukdom, men bildade år 2009 Karaoke for Beginners.
2008 bildade Justin Hawkins ett nytt band, Hot Leg, tillsammans med trummisen Darby Todd, gitarristen Pete Rinaldi och basisten Samuel Stokes. Hot Leg gav ut debutalbumet Red Light Fever i februari 2009, men liksom Stone Gods album blev Red Light Fever ingen större succé.

### 2010–2016: Återförening,Hot CakesochLast of Our Kind

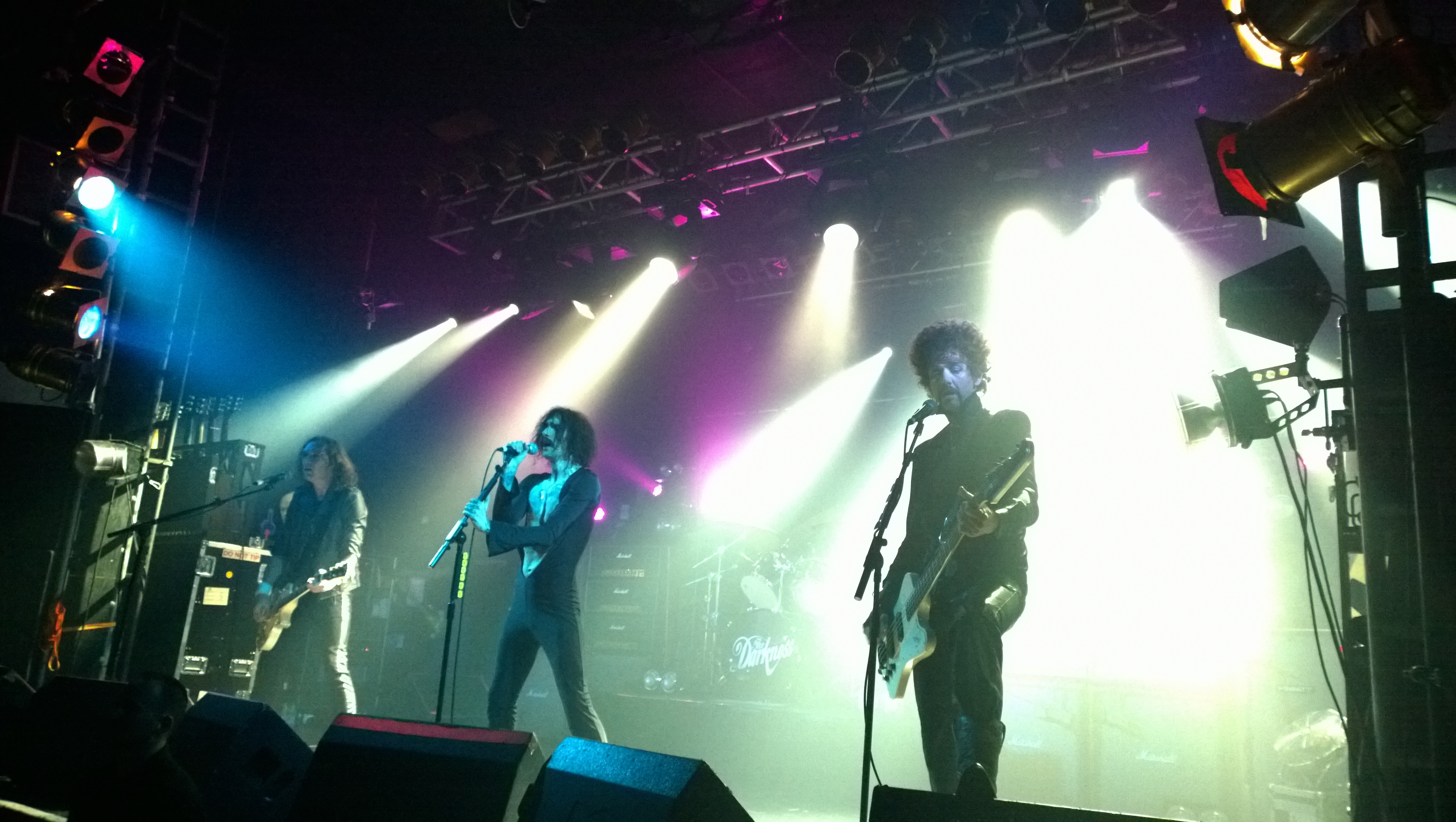
The Darkness live i London 2013.

I början av 2010 skrev The Sun att Justin och Dan Hawkins återigen påbörjat ett samarbete. Man skrev också att de börjat spela in demos med nytt material i Justins studio i Lowestoft. Drygt ett halvår senare, i juli, meddelade samma tidning att gruppen återförenats och påbörjat repetitioner med förhoppningar om att turnera under 2011. Justin Hawkins förnekade dock detta via sin Twitter; "Om det fanns någon sanning i Darkness-återföreningsryktet så skulle det inte vara ett rykte." I slutet av 2010 meddelade både Justin Hawkins och Toby MacFarlaine på sina respektive Twitterkonton att deras respektive band gjort ett uppehåll. Hawkins sade också vid denna tidpunkt att han "arbetar med ny spännande musik", men att den inte var redo för ett officiellt tillkännagivande ännu. Detta ledde till att ryktena om att The Darkness återförenats återigen tog fart. När det sedan i januari 2011 meddelades att Ed Graham gjort sin sista konsert med Karaoke for Beginners blev ryktena än starkare. Producenten Nick Brine, som arbetat med både Stone Gods och The Darkness, bekräftade återföreningen den 20 februari och sade också att man planerade att påbörja inspelningen av ett tredje studioalbum inom kort.
Den 5 mars lanserade bandet en ny officiell webbplats och en Twitter. Kort därefter kom ett officiellt bekräftande från Justin, via sin Twitter, att gruppen återförenats samtidigt som det på bandets webbplats meddelades att det skulle komma nyheter inom en snar framtid. Den 15 mars meddelade bandet att deras tredje studioalbum skulle spelas in mellan april och maj 2011. The Sun meddelade samtidigt att gruppen skulle spela på Download Festival den 10 juni. Dagarna innan denna konsert gjorde bandet tre mindre, slutsålda, konserter vilka var bandets första på nästan fem år. I en intervju med Kerrang! på Download Festival berättade Justin att arbetet med det tredje albumet skulle slutföras i slutet av juni. Därefter spelade bandet under sommaren på ett fåtal festivaler runtom Europa, däribland Getaway Rock Festival i Gävle den 8 juli. Under maj bekräftade bandet också att man kommer att göra en turné i Storbritannien och Irland. Turnén påbörjades den 8 november i Liverpool, några dagar senare, bland annat i Southampton, bekräftade Justin att det tredje albumet försenats och att det istället skulle ges ut under 2012. Den brittiska delen av turnén avslutades den 25 november på Hammersmith Apollo i London med Brian May som gäst på tre låtar. Mellan den 1 och den 25 februari turnerade gruppen i Nordamerika tillsammans med Foxy Shazam.
Uppgifter kring det tredje studioalbumet gavs ut den 3 maj via bandets officiella webbplats. Albumet, Hot Cakes, gavs senare ut den 17 augusti 2012 genom PIAS Recordings och Wind-Up Records. Albumet nådde på den brittiska albumlistan som bäst plats 4. I maj inledde bandet dess Hot Cakes Tour. Turnén påbörjades i Australien, där man spelade för första gången på drygt sex år, följt av en kort turné i USA. Därefter spelade bandet under juni och juli på en rad festivaler i Europa, däribland Sweden Rock Festival, Isle of Wight Festival och Sonisphere. Under augusti och september agerade gruppen förband till Lady Gaga under Europadelen av dennes The Born This Way Ball. Snart utökades turnén och under november och december spelade bandet för första gången någonsin i Sydamerika, Sydafrika och Ryssland.

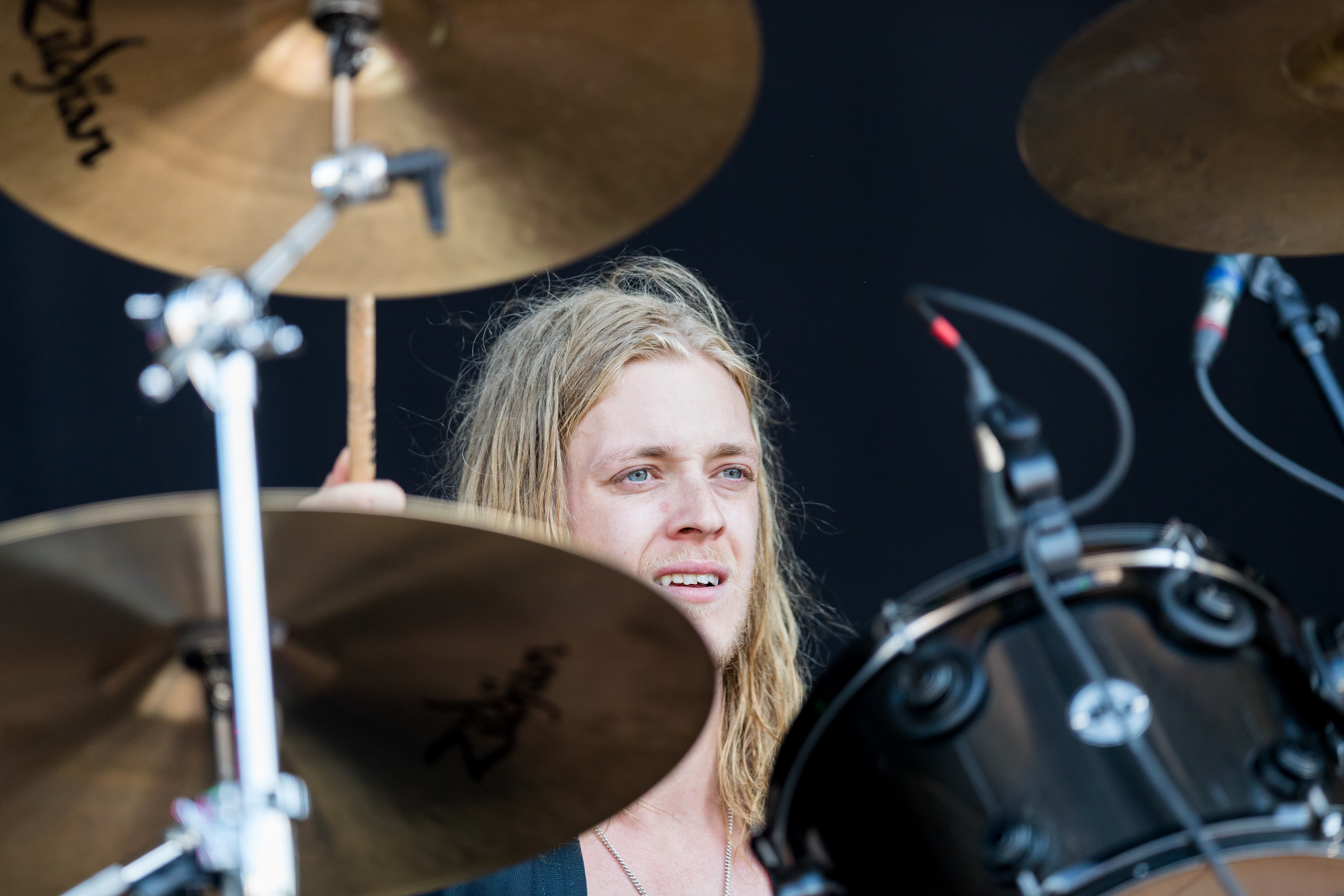
Rufus Tiger Taylor ersatte Emily Dolan Davies i april 2015.

I början av 2013 påbörjade bandet en egen turné, Let Them Eat Cakes Tour, som inleddes i USA och som följdes av konserter i Europa under februari och mars. I början av april skulle gruppen också genomfört konserter i Oceanien tillsammans med Joan Jett, dessa ställdes dock in då Graham fått problem med hälsan. Efter ett mindre uppehåll var gruppen åter ute och turnerade och besökte bland annat Putte i parken i juli 2013. Under november och december 2013 firade bandet 10-årsjubileet av debutalbumet Permission to Land med en turné i Storbritannien. Under denna turné framförde man albumet i sin helhet vilket innebar att låten "Holding My Own" spelades live med hela gruppen för första gången någonsin. Den 25 november gav man ut den nya låten "The Horn" tillsammans med en nyinspelning av "Christmas Time (Don't Let the Bells End)". Dessa två låtar återfanns också, tillsammans med en livekonsert, på en specialutgåva av Hot Cakes som släpptes den 2 december.
Gruppen ägnade 2014 åt att skriva och spela in dess fjärde studioalbum. Via Twitter meddelade Justin Hawkins att man räknade med att albumet skulle komma att ges ut någon gång under 2015. Den 7 oktober 2014 rapporterade bandet att trummisen Ed Graham inte längre var medlem i The Darkness och att man skulle introducera gruppens nya trummis inom kort; "Tyvärr arbetar vi inte längre med Ed Graham. Av olika skäl har vi alla bestämt oss för att gå vidare. Vi älskar Ed och vi önskar honom lycka." Den 20 december samma år presenterades Emily Dolan Davies som bandets nya trummis. Dolan Davies medverkar på gruppens fjärde studioalbum, men lämnade gruppen efter bara ett fåtal månader som medlem – i april 2015. Samma månad meddelades det att Rufus Taylor, Roger Taylors son, ersatt Dolan Davies. Last of Our Kind gavs ut den 1 juni 2015 via Kobalt Label Services. Albumet nådde som bäst plats tolv i Storbritannien – gruppens sämsta notering i hemlandet.
Under sommaren 2015 spelade bandet på flera festivaler runtom Europa, däribland Sweden Rock och Download Festival. Året avslutades med en turné i Nordamerika i oktober, som sedan följdes av en turné i Australien och Storbritannien under november och december. Under denna turné spelade man den då nya låten "Rack of Glam". I november samma år gav gruppen ut en deluxe-version av Last of Our Kind som innehöll fyra nya spår. I samma veva gav man också ut en ny julsingel, "I Am Santa".
Den 14 januari 2016 inledde bandet en Europaturné i Barcelona som senare avslutades i Belgien i början av februari. I april återvände gruppen till Nordamerika och turnerade fram till början av maj. Under sommaren 2016 spelade bandet på ett fåtal festivaler runtom Europa. I augusti samma år meddelade Poullain att The Darkness påbörjat arbetet med det femte studioalbumet som han hoppades skulle ges ut i februari eller mars 2017. Den 18 december 2016 gjorde bandet årets sista konsert, där man spelade fyra nya låtar för första gången: "Southern Trains", "All the Pretty Girls", "Buccaneers of Hispanola" och "Solid Gold".

### 2017–idag:Pinewood Smile,Easter Is CancelledochMotorheart
I början av mars 2017 meddelade The Darkness att man påbörjat inspelningarna av gruppens femte studioalbum tillsammans med producenten Adrian Bushby, som tidigare arbetat med bland andra Foo Fighters och Muse. Den 1 april bekräftade Justin Hawkins att inspelningen av albumet avslutats. Under april och maj turnerade bandet i Nya Zeeland och Australien, där man också ingick i den turnerande festivalen Groovin' the Moo. Under dessa konserter spelade man låten "Japanese Prisoner of Love" för första gången. Därefter återvände bandet till Europa och spelade i juni och juli på ett antal festivaler. Vid fyra konserter var The Darkness förband till Guns N' Roses under "Not in This Lifetime... Tour".
Den 21 juli 2017 gavs låten "All the Pretty Girls" ut som första singel från bandets nästkommande studioalbum. Ytterligare en singel, "Solid Gold", gavs ut månaden därpå. Bandets femte studioalbum, Pinewood Smile gavs ut den 6 oktober 2017 och nådde som bäst plats 8 på den brittiska albumlistan. Under november och december samma år turnerade gruppen i Europa och Storbritannien. Under denna turné spelade man den 10 december in vad som skulle komma att bli gruppens första livealbum Live at Hammersmith, vilken tillkännagavs den 25 april 2018. Albumet gavs ut den 15 juni samma år och nådde som bäst plats 47 i Storbritannien. Turnén fortsatte sedan till Nordamerika, där den påbörjades i slutet av mars 2018 och avslutades i början av maj samma år.
Sommaren 2018 spelade The Darkness sporadiskt runtom Europa. I juni spelade man för fjärde gången på Sweden Rock Festival, och senare samma månad agerade man förband åt Hollywood Vampires på ett antal konserter i Storbritannien. Bandet gjorde sin sista konsert för året den 3 oktober i Glasgow.

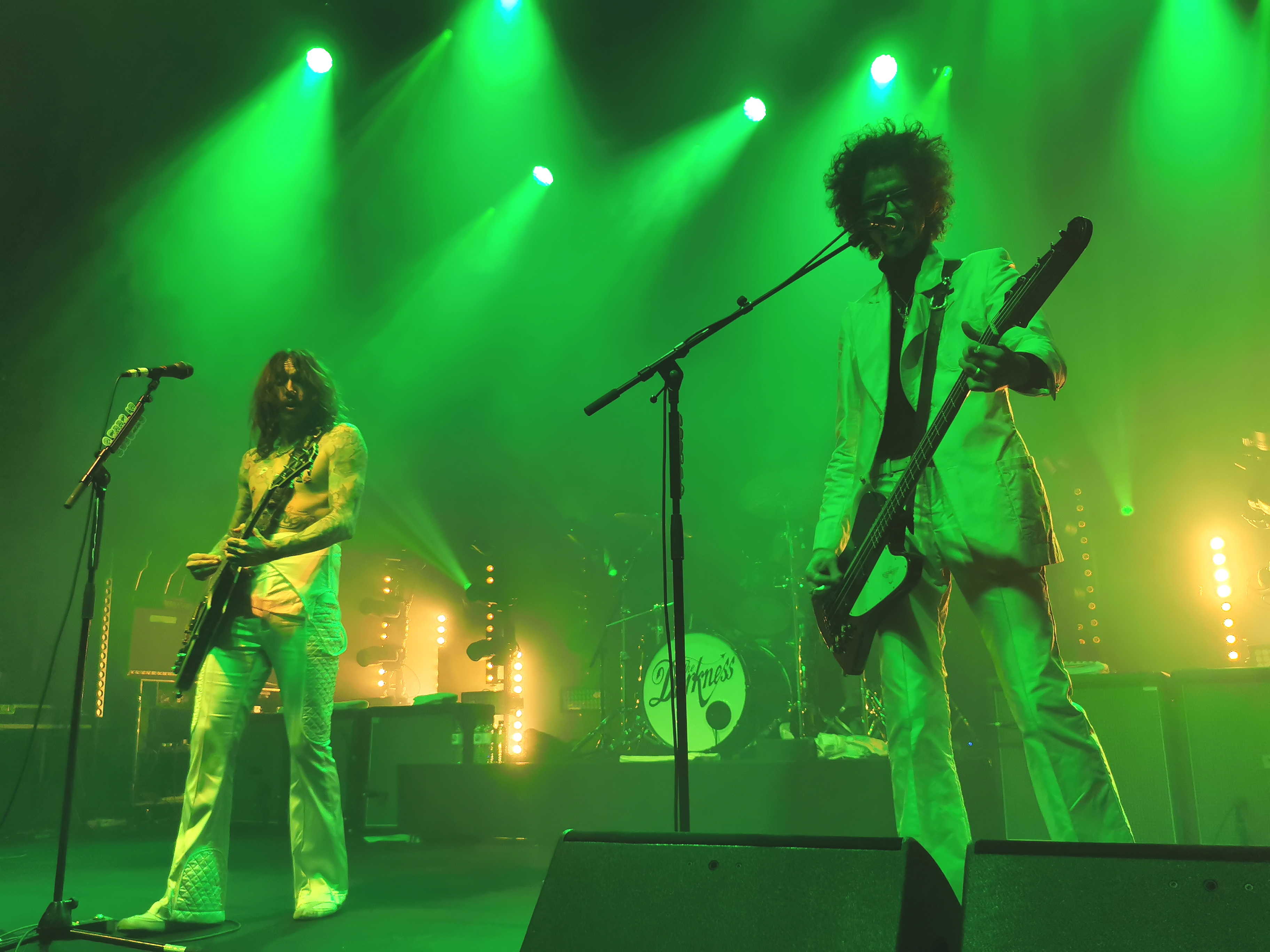
The Darkness i Strasbourg 2020.

Den 4 april 2019 meddelades det att titeln på det nya albumet var Easter Is Cancelled och att det skulle komma att ges ut den 4 oktober samma år. Man spelade sin första konsert för året den 4 maj i Blandford Forum, där man spelade "Live 'til I Die" som senare gavs ut på albumet. Bandet gjorde ett fåtal festivalkonserter under sommaren 2019 och var också förband till Toto vid ett tillfälle och i augusti var The Darkness förband till Ed Sheeran under sex arenakonserter i Storbritannien. Bandets sjätte studioalbum, Easter Is Cancelled gavs ut den 4 oktober 2019 och blev gruppens fjärde album att nå en topp 10-placering i Storbritannien. Innan albumet gavs ut släpptes tre singlar: "Rock and Roll Deserves to Die" den 9 augusti 2019, "Heart Explodes" den 16 augusti samt titelspåret "Easter Is Cancelled" den 26 september.
I slutet av oktober och början av november 2019 medverkade The Darkness på Kiss Kruise tillsammans med bland andra Kiss, Steven Adler och Bruce Kulick. Den 26 november 2019 påbörjade bandet en turné i Storbritannien och Irland som sträckte sig fram till den 20 december samma år. Därefter turnerade man i Europa i januari och februari 2020 och sedan Australien i mars samma år. Turnén fick avbrytas på grund av Coronaviruspandemin 2019–2021: flera konserter i Australien och Nya Zeeland ställdes in, liksom en Nordamerikansk turné planerad för april och maj 2020. Bandet avslutade år 2020 genom att genomföra en livestreamad konsert på Indigo i The O2 i London den 18 december. Konserten spelades utan publik på plats och spelades in och gavs ut som bandets andra livealbum, Streaming of a White Christmas, den 2 juli 2021.
Under coronaviruspandemin arbetade The Darkness med att färdigställa dess sjunde studioalbum. Motorheart tillkännagavs den 4 juli 2021, med ett utgivningsdatum den 15 oktober samma år. Albumet föregicks av en singel med samma titel, vilken gavs ut den 12 augusti. Den följande månaden gavs ytterligare två singlar ut; "Nobody Can See Me Cry" och "Jussy's Girl". Gruppen avslutade 2021 med 22 konserter i Storbritannien. Turnén fortsatte i februari 2022 då man gjorde tre konserter på Irland och Nordirland, innan man besökte Nordamerika i mars och april för ytterligare 34 konserter. En Europaturné som planerats för januari och februari 2022 ställdes in på grund av coronaviruspandemin. Under sommaren 2022 gjorde The Darkness ett antal festivalframträdanden i Europa, däribland Download Festival och Atlas Rock. Vid flera tillfällen gästades bandet av medlemmar från Steel Panther under dessa konserter. I oktober 2022 återvände bandet till Australien och Nya Zeeland för första gången sedan man tvingades avbryta turnén i mars 2020. I början av 2023 gjorde The Darkness en arenaturné i Storbritannien för första gången sedan 2006, tillsammans med Black Stone Cherry och Danko Jones.

## Musikstilar och influenser

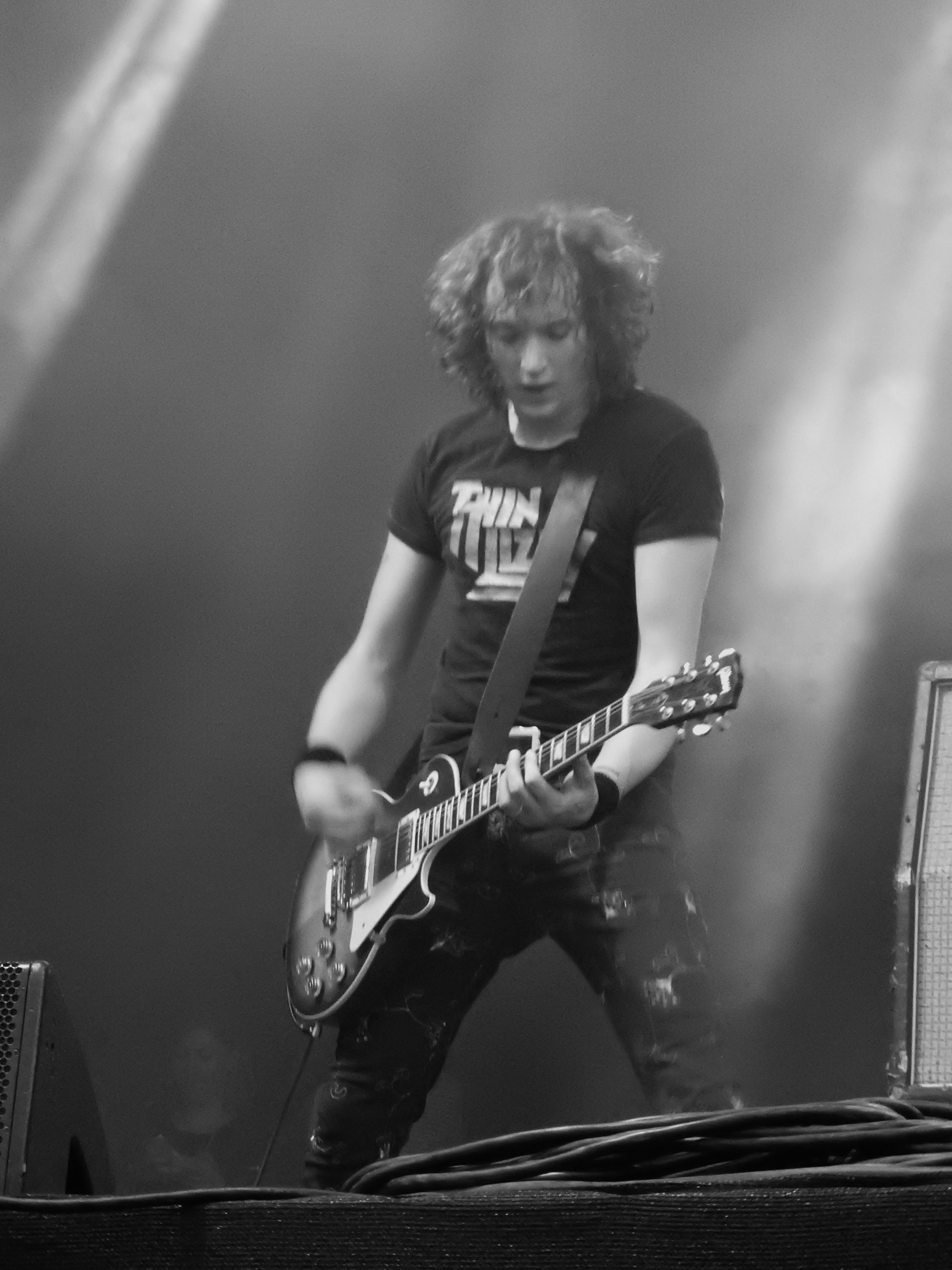
Dan Hawkins iklädd en Thin Lizzy-tröja.

Bandets stora inspirationskälla ligger i 1970- och 1980-talets hårdrock med band som AC/DC, Van Halen och Aerosmith. The Darkness använder sig mycket av ett flerstämmigt gitarrspel, vilket gör att gruppen ofta liknas vid Thin Lizzy. Dan Hawkins har uttalat sig kring gruppens influenser: "Vad som helst av Thin Lizzy. Från den sekund då gitarrerna började spela med och mot varandra, kom tennisracket fram. Men vi hade tur att det alltid fanns gitarrer tillgängliga i huset, så vi behövde inte spela luftgitarr. Det är en skillnad, tror jag, mellan att vara fan och musiker." Även akter som ligger utanför klassisk rock har nämnts som influenser för bandet, bland andra Abba och Kate Bush.
Till gruppens debutalbum, Permission to Land, komponerade bandet sin musik i den typiska hårdrocksättningen med gitarr, bas och trummor, medan man på One Way Ticket to Hell ...and Back började experimentera med andra instrument, såsom säckpipa, panflöjt och olika syntar. Dessutom anlitade man Paul Buckmaster, som tidigare arbetat med bland andra Elton John och David Bowie, för att arrangera stråk- och blåssektioner.
Sångaren Justin Hawkins använder sig ofta av falsett i gruppens låtar och likt gitarrspelet så dubbar bandet ofta sången så att en jämförelse med Queen också ligger nära till hands. Dessutom har The Darkness arbetat med Roy Thomas Baker som under 1970-talet producerade ett flertal av Queens studioalbum, och sedan 2015 är Roger Taylors son, Rufus Tiger Taylor, bandets trummis. Frontmannens scenpersona har jämförts med bland andra Freddie Mercury, David Lee Roth och Steven Tyler. Som gitarrist nämns Brian May, Angus Young, Joe Perry, Mark Knopfler och Eddie Van Halen som influenser.

### Image
I början av karriären sågs bandet ofta som ironiska eller som ett skämt, och jämfördes vid flera tillfällen med Spinal Tap. Gruppen hade svårt att få skivkontrakt och Korda Marshall från skrivbolget EastWest, som senare skrev avtal med bandet, sa att "De var så ocoola att de blev coola". I en intervju med The Guardian 2003 kommenterade Dan Hawkins frågan: "Folk verkar ha glömt bort att vara i ett rockband naturligt är fånigt. Många band tror att vara cool är mer viktigt än att ha roligt."
Den 10 november 2001 använde sig sångaren Hawkins för första gången av en catsuit under ett liveframträdande; "Image är viktigt, jag föredrar mycket hellre att se ett band med en snubbe i en catsuit än någon som bara står där i ett par jeans och en t-shirt som om de just klivit av bussen. Man måste vara beredd att underhålla folk." Detta blev en viktig del av gruppens image de kommande åren. Dan Hawkins är ofta under konserter klädd i en Thin Lizzy-t-shirt och basisten Frankie Poullain ofta hade en bandana på huvudet.

## Utmärkelser och nomineringar
2002 blev bandet nominerade för två Pop Factory Awards, men förlorade båda: "bästa Pop Factory-framträdande" och "bästa Pop Factory TV-debut". Året därpå var de åter nominerade i två kategorier och vann "bästa Pop Factory-framträdande" samt "bästa album" med Permission to Land. I juni 2003 vann bandet en "Golden God", som utdelades av tidningen Metal Hammer, för bästa singel med låten "Get Your Hands off My Woman". Vid 2003 års Kerrang! Awards var The Darkness nominerade i tre kategorier och vann i två av dessa: "Bästa album" och "Bästa liveakt". Innan 2003 var över vann bandet också i kategorin "bästa brittiska akt" på MTV Europe Music Awards. Man var också nominerad vid Mercury Music Prize för "bästa album", och man hade två nomineringar vid Interactive Music Awards.
I februari 2004 var The Darkness nominerade i fyra kategorier vid Brit Awards. Man vann i tre av dessa: "årets brittiska album", "årets brittiska grupp" och "årets brittiska rockakt". Man var också nominerade i kategorin "årets brittiska genombrott", som dock vanns av Busted. Tidigare samma månad vann The Darkness en Elle Style Award för "bästa musikakt". I mars 2004 tilldelades gruppen en Meteor Music Award för bästa grupp och i maj samma år fick alla fyra medlemmar i bandet en Ivor Novello för "Årets låtskrivare". I augusti 2004 vann The Darkness ytterligare två Kerrang! Awards (för bästa liveband och bästa brittiska band), gruppen var samma månad dessutom nominerade till två MTV Video Music Awards (båda med "I Believe in a Thing Called Love"). I slutet av året var bandet nominerade vid både Nordic Music Awards och MTV Europe Music Awards, man vann inte i sina kategorier.
2006 var The Darkness nominerade i två kategorier vid MTV Australia Awards, där man vann "bästa rockvideo" med låten "One Way Ticket". Vid Classic Rock Roll of Honour Awards som hålls av tidningen Classic Rock tilldelades The Darkness 2013 priset för "Showman of the Year".
Låten "I Believe in a Thing Called Love" har vid flera tillfällen figurerat i olika rankade listor och publikomröstningar. I slutet av 2009 toppade den tidningen Classic Rocks lista över de bästa låtarna från 2000-talets första decennium. 2020 upprepades detta i samma tidning då läsarna röstade fram den bästa låten från 2000-talets två första decennium. Den förekom också i liknande listor av Blender och Pitchfork Media där den hamnade på plats 497 respektive 276. På ett liknande sätt har "Christmas Time (Don't Let the Bells End)" i olika omröstningar listats som en av tidernas bästa jullåtar. 2017 hamnade den på 23 plats i en omröstning om det brittiska folkets favoritjullåt, medan den 2011 hamnade på sjunde plats i omröstningen "favoritjullåt att köra till". 2018 hamnade låten på plats 21 i en omröstning av MusicRadar.

## Medlemmar
| Nuvarande medlemmar - Dan Hawkins — gitarr, kör (2000–2006, 2011–idag) - Justin Hawkins — sång, gitarr, klaviatur (2000–2006, 2011–idag) - Frankie Poullain — bas, kör (2000–2005, 2011–idag) - Rufus Tiger Taylor — trummor (2015–idag) | Tidigare medlemmar - Ed Graham — trummor (2000–2006, 2011–2014) - Chris McDougal — gitarr (2000) - Richie Edwards — bas, kör (2005–2006) - Emily Dolan Davies — trummor, kör (2014–2015) | Turnémusiker - Darby Todd — trummor (2012) - Ian Norfolk — mandolin, gitarr (2015–idag) |

Tidslinje sedan grundandet

## Diskografi
Studioalbum
- 2003 – Permission to Land
- 2005 – One Way Ticket to Hell ...and Back
- 2012 – Hot Cakes
- 2015 – Last of Our Kind
- 2017 – Pinewood Smile
- 2019 – Easter Is Cancelled
- 2021 – Motorheart
- 2025 – Dreams on Toast